# Кріосфера
Кріосфера — (від грец. Kryos — холод і spháira — куля) — одна з географічних оболонок певної планети. Кріосфера характеризується наявністю або можливістю існування льоду.

## Історія
Термін «кріосфера» і його визначення було запропоноване в 1923 р. польським вченим А. Б. Добровольським, вчення про кріосферу розвинуте українським вченим В. І. Вернадським та ін. К. включає кріолітозону, льодовики, кріогалінові води.

## Межі кріосфери
Кріосфера розташована в межах теплової взаємодії атмосфери, гідросфери і літосфери. Кріосфера тягнеться від верхніх шарів земної кори до нижніх шарів іоносфери.

## Кріогенні утворення
Кріосфері властиві численні кріогенні утворення:
- системи крижаних хмар
- сніжний покрив
- крижаний покрив водоймищ
- льодовики гір
- льодовикові покриви
- сезонне замерзання ґрунту
- гірські породи з підземними льодами.

## Властивості
Кріосфера характеризується негативною або нульовою температурою, при якій вода, що міститься в пароподібному, вільному або хімічно і фізично пов'язаному з іншими компонентами стані, може існувати в твердій фазі (лід, сніг, іній та інші).
Температура 0°С визначає рівновагу між хімічно чистим льодом і водою. У природних умовах різні домішки і розчинені речовини, а також поверхневі сили і тиск знижують точку замерзання води, внаслідок чого в межі крілітозони потрапляє і рідка фаза води в тимчасово або стійко охолодженому нижче 0°С стані.
Кріолітозона включає також безводні товщі гірських порід і відносно сухі повітряні маси з негативною температурою, в яких природними або штучними шляхами можуть створюватися умови для конденсації води, а тим самим і формування її твердої фази.